# Баді аз-Заман

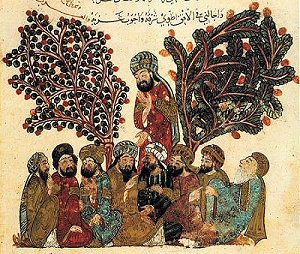
Баді аз-Заман на мініатюрі

Баді́ аз-Зама́н (араб. بديع الزمان — прізвище, що означає: «Диво епохи»; справжнє ім'я араб. أحمد بن الحسين الهمذاني — Ахме́д ібн аль-Хусе́йн аль-Гамадані́; 969, м. Хамадан — 1007, м. Герат) — арабомовний середньоазійський письменник.

## Біографія

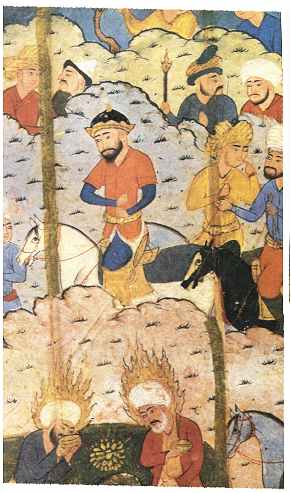
Баді аз-Заман верхи на коні

Майбутній письменник та поет народився в сім'ї «освіченій, гідній і такій, що займала високий статус», як пише Мустафа Аш-Шак'а (Аш-Шак'а, 46). Важко сказати, яка це була сім'я — перська чи арабська: багато авторів називають його персом, але сам Баді аз-Заман в одному зі своїх послань натякає, що походить з північноарабського племені мудар (Аш-Шак'а, 44). Навчався він у хамаданських вчених, серед яких відомий філолог Ахмад ібн Фаріс (пом. 1005). У 22 роки, покинувши рідне місто, Баді 'аз-Заман вирушив мандрувати в пошуках літературного знання і свого місця під сонцем. Мандрував по містах Ірану та Середньої Азії, залишаючись недовго при дворах, де творив та читав вірші, що оспівували феодальних володарів. Місця його 'стоянок' в хронологічному порядку: Ісфаган, Джурджан, Нішапур, де перемагає в поетичної дуелі Абу Бекра ал-Хварізмі (934—993) і знаходить популярність, Сіджістан, різні міста, Газні, і останнє пристанище — Герат, де він міцно осів, одружившись з дівчиною зі знатної родини, потім у нього з'явилися діти, він нажив багатство і купив землю. Баді аз-Заман помер, не доживши й до 40 років: за однією з версій його отруїли; за іншою, більш поширеною, поховали живцем, бо він нібито заснув летаргічним сном. (Ібн Халлікан, I, 69; Ібн ал-'Імад, III, 150).
На честь Баді аз-Замана на Меркурії названий кратер.

## Творчість
Баді аз-Заман — майстер римованої прози (садж). Продовжуючи традицію аль-Джахіза, ібн Кутайби та ін., він створив особливий жанр арабської літератури — макаму. За його власним твердженням він написав 400 макам, з яких залишилось 51. Його маками зображують сценки з міського життя, складають єдиний цикл, в якому діють два герої — дотепний хитрун Абу-ль-Фатх Іскандарі і спостерігач-розповідач на ймення Іса ібн Хішам. Маками отримують назви по тих містах і місцях, в яких відбувається дія: багдадська, каїрська, басрійська тощо. Головний герой виступає кожен раз у новій ситуації і в різних ролях: жебрака, лікаря, судді, провідника караванів, фокусника, який запевняє, що може воскрешати мертвих, імама, мандрівного факіра тощо. Застосовуючи різні хитрощі, він вимагає гроші у натовпу чи окремих багачів, виходить із скрутного становища, уникає небезпек. Хоча далеко не всі витівки хитруна закінчуються успішно, веселий бідняк ніколи не сумує. Баді аз-Заман брав сюжети та матеріал з міського фольклору. Деякі маками ніби отримують історичний контекст завдяки таким персонажам, як поет Зу-р-Рума чи політичний діяч Сайф ад-Дауля. Його твори, сповнені влучних спостережень, напружених ситуацій, дотепних діалогів, мали вплив на арабських письменників аж до XIX ст. Баді аз-Заман — також автор послань та віршів.

## Твори
- Расаїл, Каїр, 1928;
- Диван, Каїр, 1903;
- аль-Макамат, Бейрут, 1957;

### У російському перекладі
- «Макамы», в збірці:«Восточная новелла», М., 1963, с. 114—121;
- «Макамы», видавництво «Петербургское востоковедение», 1999. Ритмізований переклад А. А. Долиніної і З. М. Ауезової;